# ضرب الأرداف

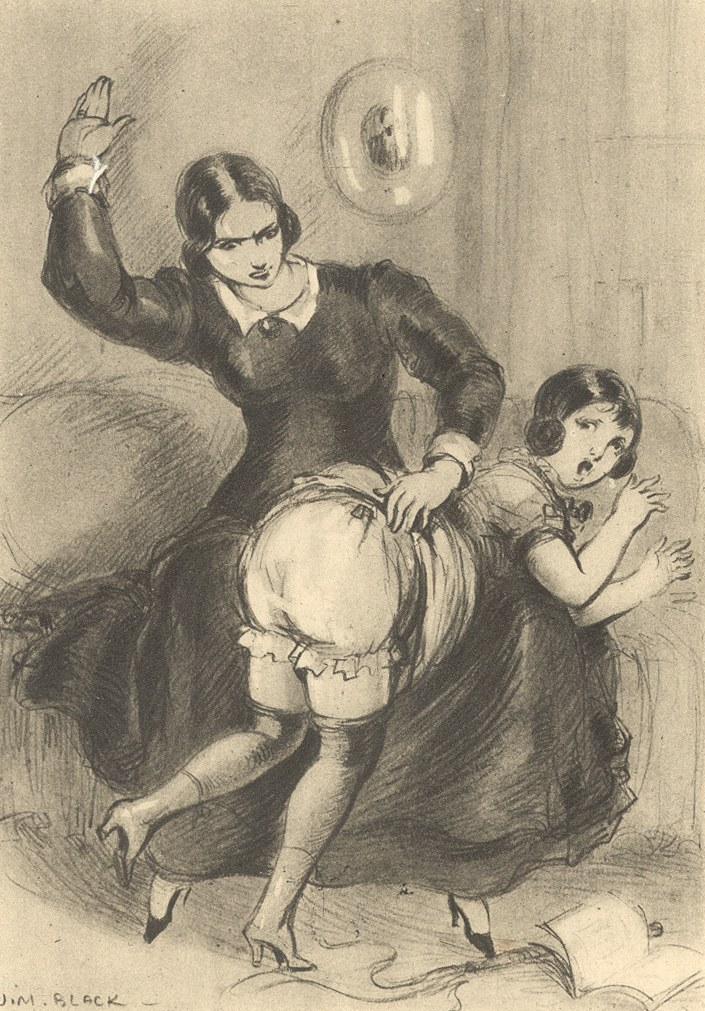
إمرأة تصفع أرداف ابنتها المشاغبة

ضرب الأرداف أو الضرب على المؤخرة (بالإنجليزية: Spanking)‏ هو شكل من أشكال العقوبة الجسدية التي تنطوي على الضرب إما براحة اليد أو بأداة على أرداف الشخص للتسبب في ألم جسدي. يشمل مصطلح ضرب الأرداف على نطاق واسع استخدام كل من اليد والأدوات المختلفة، مثل الأحزمة والعصي والمجاديف والنعال، والتي يمكن أن تشير أيضًا إلى أنواع أكثر تحديدًا من العقاب البدني.

يضرب بعض الآباء أطفالهم ردًا على سلوك غير مرغوب فيه. كما ان نسبة تعرض الأولاد للضرب أكثر من البنات، سواء في المنزل أو في المدرسة. في بعض البلدان، تم حظر ضرب الأطفال في جميع الأماكن، بما في ذلك المنازل والمدارس والمؤسسات العقابية، بينما في بلدان أخرى، يُسمح به عندما يقوم به أحد الوالدين أو الوصي.

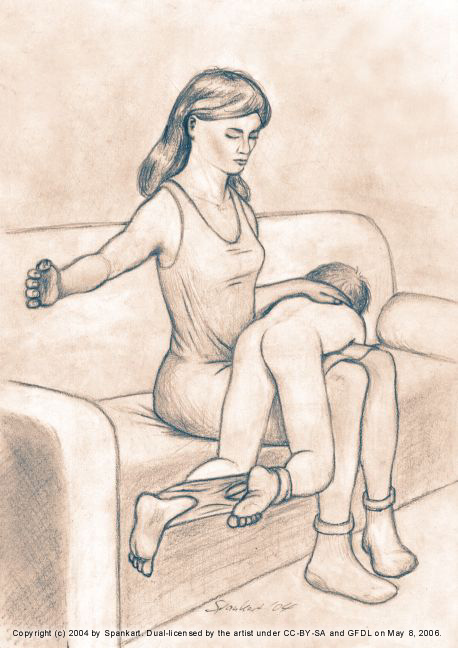
رسمة لسيدة تعاقب إبنها بضربه على مؤخرته عاريا و هو مستلقي في حضنها

## المصطلح
في اللهجة العراقية، يقال «ضربوه زُوبَة»، أي: ضربوه بعصا على أليتيه، وفي أمريكا الشمالية، غالبا ما استخدمت كلمة «سبانكنغ» كمرادف للتجديف الرسمي في المدرسة،  وأحيانا حتى تعبير عن العقاب البدني الرسمي للبالغين في المؤسسة، 
في اللغة الإنجليزية البريطانية، تعرف معظم القواميس «سبانكنغ» بأنها تعطى فقط باليد المفتوحة. في اللغة الإنجليزية الأمريكية، تعرفها القواميس إما مع اليد المفتوحة أو بأداة مثل مجداف.
وهكذا، فإن الشكل المعياري للعقوبة البدنية في المدارس الأمريكية (استخدام مجداف) غالبا ما يشار إليه بالردف (سبانكنغ)، كما أن مصطلح «اللعق» هو مصطلح شائع في بلدان الهند الغربية، وخاصة ترينيداد وتوباغو. [بحاجة لمصدر]
في المملكة المتحدة وأيرلندا واستراليا ونيوزيلندا، تستخدم كلمة «الصفع» بشكل عام في تفضيل «الردف» عند وصف ضرب مع يد مفتوحة، وليس مع أداة في حين أن «سبانكنغ» يقصد به ضرب الأرداف، «سبانكنغ» هو أقل تحديدا وقد يشير إلى الصفع أيدي الطفل والذراعين أو الساقين وكذلك الأرداف.

## في المنزل

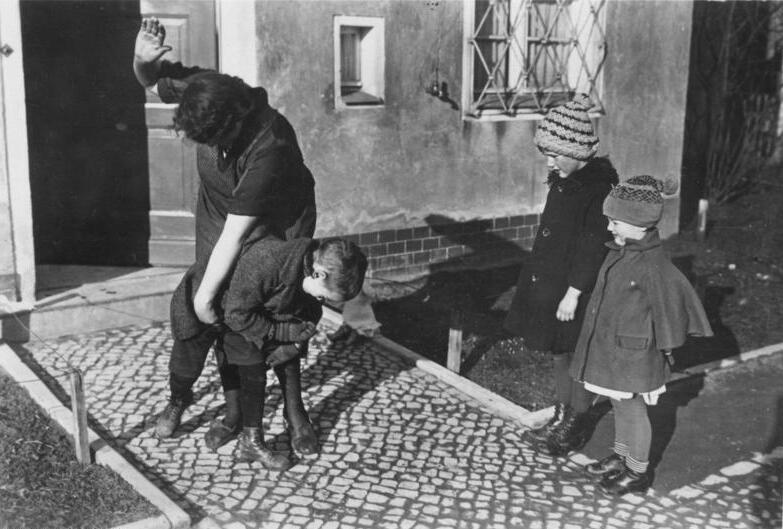
إمرأة تضرب أبنها على مؤخرته في ألمانيا سنة 1935

ضرب الأطفال والمراهقين من قبل الأمهات هو شكل شائع من أشكال العقاب البدني والتأديب والتربية المستخدمة
في الأسر في العالم العربي والغربي [بحاجة لمصدر] في المجتمعات الغربية تنتشر ثقافة الضرب على المؤخرة بدلاً من الوجه، ويسمى باللغة الإنكليزية Spanking وهو الضرب على الأرداف بواسطة اليد أو عصا، وأحياناً يستعمل الحزام أو فرشاة الحمام، وضرب المؤخرة هو الطريقة الشائعة في عقاب الأطفال والمراهقين في المدارس والعوائل البريطانية وانتشر منها إلى كثير من الدول  وعادة ما يتم ذلك مع واحد أو أكثر
من الصفعات على مؤخرة الطفل بواسطة اليد المفتوحة، تاريخيا، كان الصبية يضربون أكثر من الفتيات.
في الولايات المتحدة الأمريكية، الأطفال الأكبر سنا يضرب أكثر من غيرها. الأسباب الرئيسية التي يدفعها الوالدان لإرضاء الأطفال هي جعل الأطفال أكثر امتثالا، وتعزيز سلوك أفضل، وخاصة لوضع حد للسلوك العدواني للأطفال، غير أن البحوث تبين أن الردف، أو في الواقع أي شكل من أشكال العقوبة البدنية، يميل إلى أن يكون له أثر معاكس. فالأطفال الذين يعاقبون جسديا غالبا ما يميلون إلى إطاعة الآباء ومع الوقت تطوير سلوكيات أكثر عدوانية، بما في ذلك السلوك مع الأطفال الآخرين.
وهناك أيضا عدد من الآثار الجسدية والعقلية والعاطفية السلبية الموثقة من الردف وغيرها من أشكال العقاب البدني، بما في ذلك مختلف الإصابات الجسدية، وزيادة القلق، والاكتئاب، والسلوك المعادي للمجتمع.
على الرغم من أن الآباء وغيرهم من المدافعين عن الردف غالبا ما يقولون أنه من الضروري تعزيز الانضباط الطفل، إلا أن الدراسات أظهرت أن الآباء يميلون إلى تطبيق العقاب البدني بشكل غير متناسق، والضرب في كثير من الأحيان يكون عند الغضب أو تحت الضغط، ويزيد استخدام العقاب البدني من جانب الوالدين من احتمال تعرض الأطفال للإيذاء البدني، وتبدأ معظم حالات الإيذاء الجسدي الموثقة في كندا والولايات المتحدة كضرب تأديبي.

### الطقوس الفرنسية لعقوبة الضرب على المؤخرة في المنزل
لعقوبة الضرب على المؤخرة في فرنسا طقوس تتمثل بأن تكون الأُم أو المربية أو الجدة جالسة وأن ينبطح الولد على بطنه لكي يتلقى عقابه الذي تتراوح شدته بين الربت الخفيف على مؤخرته لمجرد التوبيخ وبين اللطم الذي يترك بصماته على مؤخرة الولد ، . وقال 95 في المائة من الأمهات والجدات ونسبة مماثلة من المربيات، و96 في المائة من الأولاد والبنات إنهم تلقوا هذا النوع من العقاب الفرنسي بامتياز.

## في المدرسة
فالعقوبة البدنية، التي يتم تسليمها عادة بتنفيذها (مثل مجداف أو قصب) بدلا من اليد المفتوحة، كانت تشكل شكلا شائعا من أشكال الانضباط المدرسي في العديد من البلدان، لكنها الآن محظورة في معظم أنحاء العالم الغربي. وكانت هذه القيود مثيرة للجدل، [بحاجة لمصدر] وفي العديد من الثقافات الرأي لا يزال ينقسم بشدة إلى فعالية أو ملاءمة الردف كعقاب على سوء السلوك من قبل طلاب المدارس.
ولا يزال موجود عند التعليم الرسمي، ولا سيما بالنسبة للأولاد المراهقين، كشكلا شائعا من أشكال الانضباط في المدارس في العديد من البلدان الآسيوية والأفريقية، ولا سيما تلك التي لها تراث بريطاني؛ في هذه الثقافات يشار إليها باسم «الضرب» وليس «الردف».
ورأت المحكمة العليا للولايات المتحدة في عام 1977 أن التجديف لطلاب المدارس ليس في حد ذاته غير قانوني. ومع ذلك حظرت 31 في المدارس العامة. ولا يزال شائعا في بعض المدارس في الجنوب، وأكثر من 167,000 طالب في السنة الدراسية 2012-2011 في المدارس الحكومية الأمريكية،  يمكن أن يعاقب الطلاب جسديا من رياض الأطفال حتى نهاية المدرسة الثانوية، وهذا يعني أنه حتى البالغين الذين بلغوا سن الرشد أحيانا يضربهم مسؤولون في المدرسة.

## ردف الكبار
ضرب الزوج للزوجة كعقوبة كما يحدث في بعض الحالات، غالبا [بحاجة لمصدر] على أساس التفسير الحرفي للكتاب المقدس (على الرغم من عدم وجود أي مكان يذكر فيه الكتاب المقدس عن ضرب الزوجات).
وغالبا ما ينظر إلى الرجال الذين يضربون زوجاتهم وصديقاتهم كشكل مقبول من أشكال العنف المنزلي في أوائل القرن العشرين كوسيلة لتصحيح السلوك والحفاظ على سيطرة الذكور، وإنفاذ المعايير الجنسية، لقد كان شائعا في الأفلام الأمريكية.، تباينت شرعية ضرب النساء في الولايات المتحدة من حيث الاختصاص، وتعتمد بشكل كبير على قضاة منفردين.[بحاجة لمصدر].

## التقاليد والطقوس للردف
هناك بعض الطقوس أو التقاليد التي تنطوي على الردف:
- في اليوم الأول من عطلة رأس السنة الصينية القمرية الجديدة، ينطلق «مهرجان الربيع» لمدة أسبوع، وهو المهرجان الأكثر أهمية للشعب الصيني في جميع أنحاء العالم، والآلاف من الصينيين يزورون معبد دونغ رونغ قونغ الطاوية في تونكانغ للذهاب من أجل الطقوس التي تعود إلى قرن من الزمان للتخلص من سوء الحظ، الطقوس عند الرجال هو تلقي الردف والنساء عن طريق الجلد، مع عدد من السكتات الدماغية التي تدار (دائما بخفة) من قبل موظفي المعبد التي تقرر في كلتا الحالتين من قبل الإله وانغ يي وعن طريق حرق البخور والقذف قطعتين من الخشب، وبعد ذلك يعودون إلى ديارهم بسعادة، والاعتقاد بأن حظهم سوف تتحسن.[20]
- في عيد الفصح يوم الاثنين، هناك تقليد «سلافي» لضرب الفتيات والشابات السيدات مع مفاتيح الصفصاف المنسوجة (التشيكية: بوملازكا، السلوفاكية: korbáč) ويغرق لهم بالماء.[21][22][23]

- في سلوفينيا، هناك تقليد «جوكولار» أن أي شخص ينجح في التسلق إلى قمة جبل تريغلاف يتلقى الردف أو التبييض.[24]
- في أمريكا الشمالية، هناك تقليد «ضربات عيد ميلاد» حيث يتلقى فتاة أو صبي أثناء عيد الميلاد ضربات نفس العدد من العمر خلال حفلة عيد ميلاد. تدار ضربات عيد الميلاد على الملابس وعادة من قبل الأصدقاء المقربين أو أفراد الأسرة، وعادة ما لا يسبب ألما حقيقيا. [بحاجة لمصدر]